# Usparitxa
Usparitxa es una entidad de población española del municipio de Múgica, perteneciente a la provincia de Vizcaya, en la comunidad autónoma del País Vasco.

## Toponimia
El nombre del lugar puede encontrarse escrito con las grafías Usparitxa y Usparicha.

## Historia
Hacia mediados del siglo XIX, el lugar era referido como un barrio ya por entonces perteneciente a Ugarte de Múgica. Aparece descrito en el decimoquinto volumen del Diccionario geográfico-estadístico-histórico de España y sus posesiones de Ultramar de Pascual Madoz con las siguientes palabras:

USPARICHA: barrio en la prov. de Vizcaya, part. jud. de Guernica, térm. de Ugarte de Mujica.
(Madoz, 1849, p. 238)

En 2023, la entidad singular de población tenía empadronados 180 habitantes.